# إسماعيل الأصبهاني
إسماعيل بن محمد بن الفضل بن علي القرشي الطليحي التيمي الأصبهاني (457- 535 هـ= 1065- 1141م) أبو القاسم الملقب بقِوَام السُنَّة، من أعلام الحفاظ، كان إماماً في التفسير والحديث واللغة، وهو من شيوخ السمعاني في الحديث.

## من كتبه
- الجامع في التفسير - ثلاثون مجلد.
- الإيضاح في التفسير - أربعة مجلدات.
- دلائل النبوة.
- التذكرة «نحو ثلاثون مجلداً».
- سير أعلام السلف «في تراجم الصحابة والتابعين».
- الترغيب والترهيب.
- شرح الصحيحين.
- الحجة في بيان المحجة.[5]
- إعراب القرآن.
- المبعث والمغازي.
- مفردات القرآن